# Solanum melongena
La berenjena (Solanum melongena) es una planta de fruto comestible, generalmente anual, del género Solanum dentro de la familia de las solanáceas.

## Historia
Su cultivo es antiquísimo, desde antes del 2000 a. C. y existen innumerables documentos escritos donde sitúan su origen en el sudeste asiático.
Los datos más antiguos que se conocen la establecen en el estado de Assam (al noreste de la India, Birmania y en China).
Llevada por comerciantes árabes pasó al norte de África y más tarde, en la Edad Media, entró a Europa por la España musulmana, desde donde se extendió su cultivo por los países cálidos del Mediterráneo.
Es muy posible que por desconocimiento de cómo tratar culinariamente a la berenjena o por utilizar especies no comestibles causó problemas digestivos, creándose una mala fama.
Durante los primeros siglos de la entrada a Europa existió la creencia de que su consumo provocaba múltiples enfermedades como fiebre, epilepsia y la locura, por lo que la planta fue utilizada durante tiempo como un adorno decorativo y exótico y no como un alimento.
El famoso botánico sueco Carlos Linneo le puso su actual nombre científico Solanum melongena.
La primera documentación sobre la berenjena en lengua castellana se encuentra en el libro llamado Cancionero de Baena (del siglo XV) donde cita sus usos y virtudes. Fue introducida en América por los españoles.
Allí donde se produce es muy consumida. Los mayores productores mundiales de berenjena son China e India. También se produce en Japón y en diversos países del Mediterráneo como España, Italia y Grecia.
El día internacional de la berenjena es el 21 de diciembre.

## Descripción

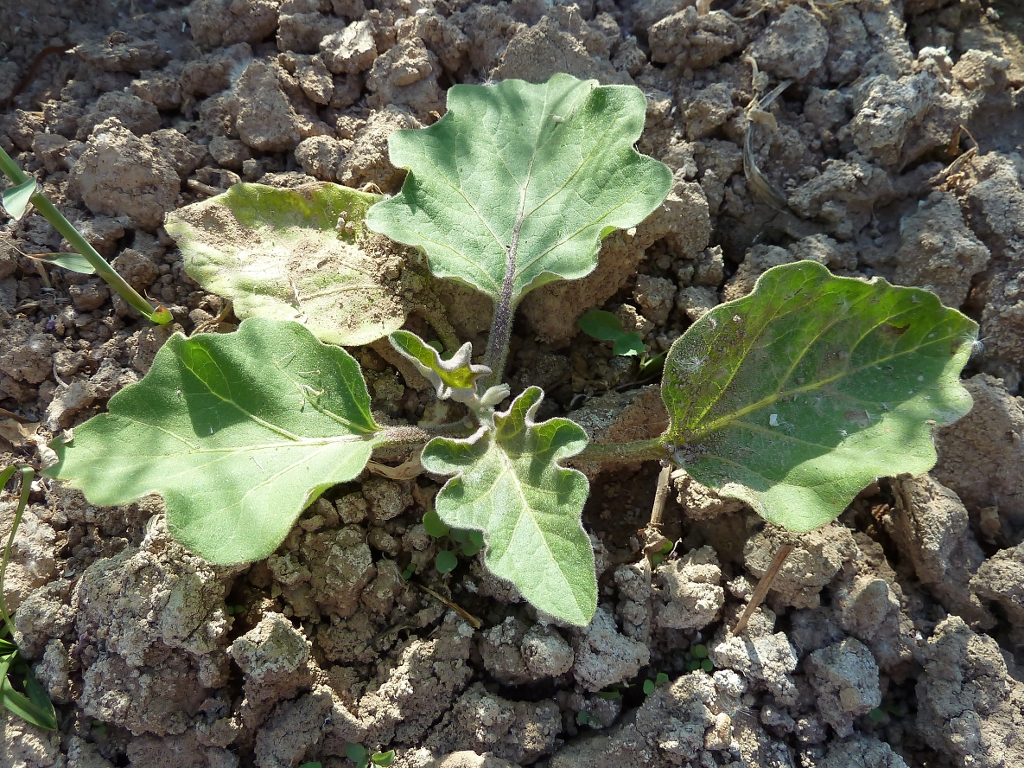
Plantel joven

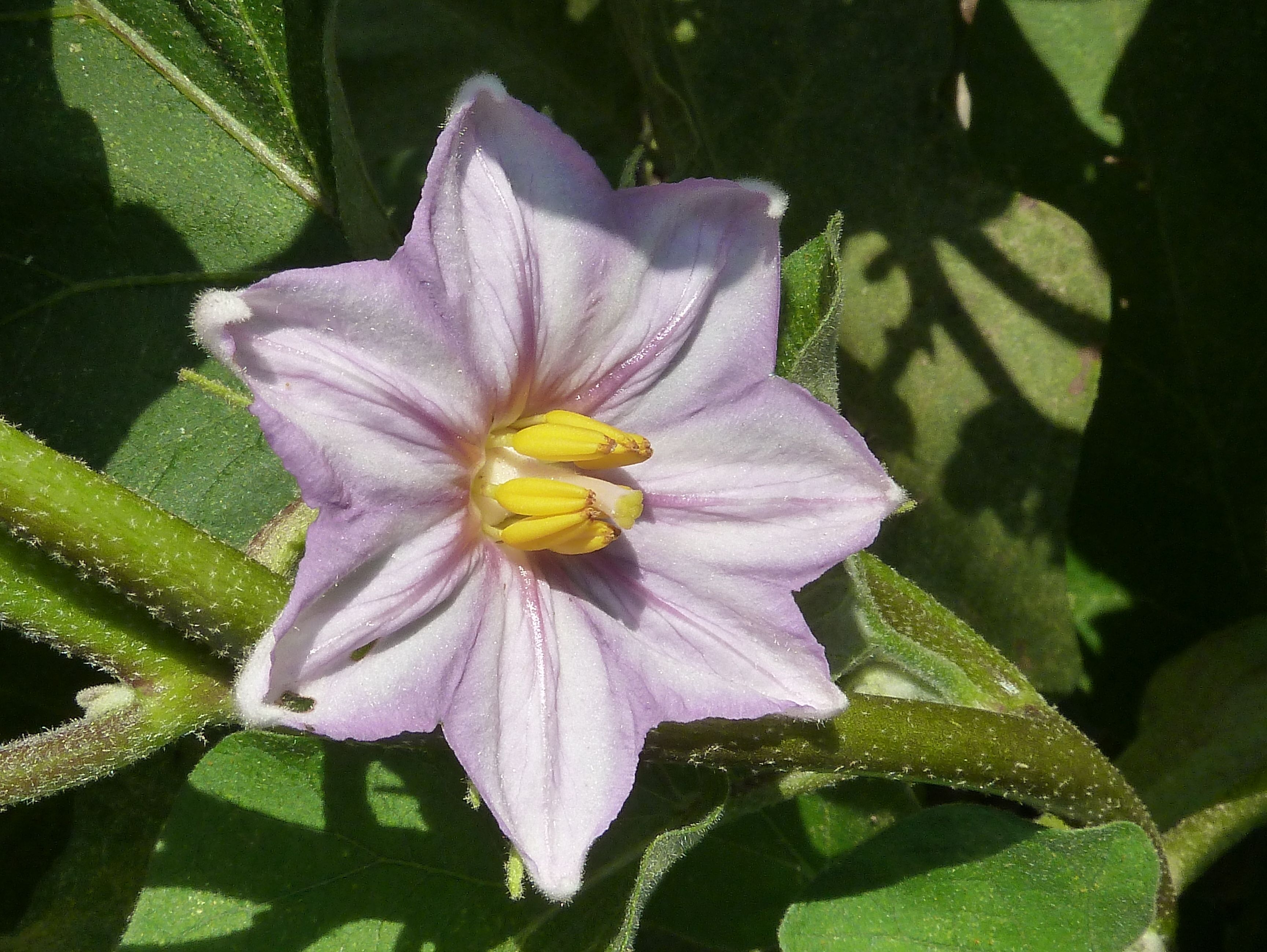
Flor con corola de 7 lóbulos

### General
Hierba anual, a veces perennizante, espinosa, pubescente, con pelos estrellados. Tallos de 30-70(200) cm, erectos, ramificados, espinosos o inermes, estrellado- pubescentes. Hojas de 70-150(250) por 30-100(180) mm, ovadas u oblongo-ovadas, obtusas o agudas, subcordiformes, enteras, sinuadas o con 5-6 lóbulos, densamente estrellado-pubescentes, sobre todo por el envés; pecíolo de 2-8 mm, estrellado-pubescente, a veces con algunas espinas finas. Inflorescencia en cimas umbeliformes, aisladas, paucifloras, en general reducida a una sola flor, sésil, extraaxilar, rara vez opuesta a las hojas. Floresrami actinomorfas, hermafroditas o funcionalmente masculinas, sin brácteas, pediceladas; pedicelos de 15-40 mm en la floración, y 5-18 mm en la fructificación, a veces espinosos, no articulados. Cáliz de 13-20 mm, campanulado, con 5-9 lóbulos, muy acrescente en las flores hermafroditas, espinoso; tubo de cerca de 5 mm, más corto o igual que los lóbulos; lóbulos 8-15 mm, lanceolados, acuminados, a veces desiguales. Corola de (25)30-45(50) mm de diámetro, de 2 veces la longitud del cáliz, rotácea, con 5-8 lóbulos, azul, violeta o purpúrea; lóbulos ovados. Estambres 5-7(8), iguales, con filamentos de 0,6-2 mm, unidos en la parte inferior, con la parte distal libre, más corta que las anteras, glabros; anteras 6-8 mm, elipsoides, conniventes amarillentas. Ovario estrellado-pubescente con estilo cilíndrico, ensanchado en el ápice, estrellado- pubescente en 3/4 inferiores, exerto y estigma comprimido, deprimido en el centro. Fruto de 50-200(300) por 50-100(150) mm, sobrepasando 2-5 veces el cáliz, subgloboso, elipsoide, ovoide, largamente piriforme o más rara vez esférico, carnoso, lustroso, violeta, purpúreo, amarillo, negruzco o de un blanco-violeta abigarrado. Semillas de 3-4 por 2-5 mm, discoides o subreniformes, comprimidas, de un amarillo pálido o pardo claro.

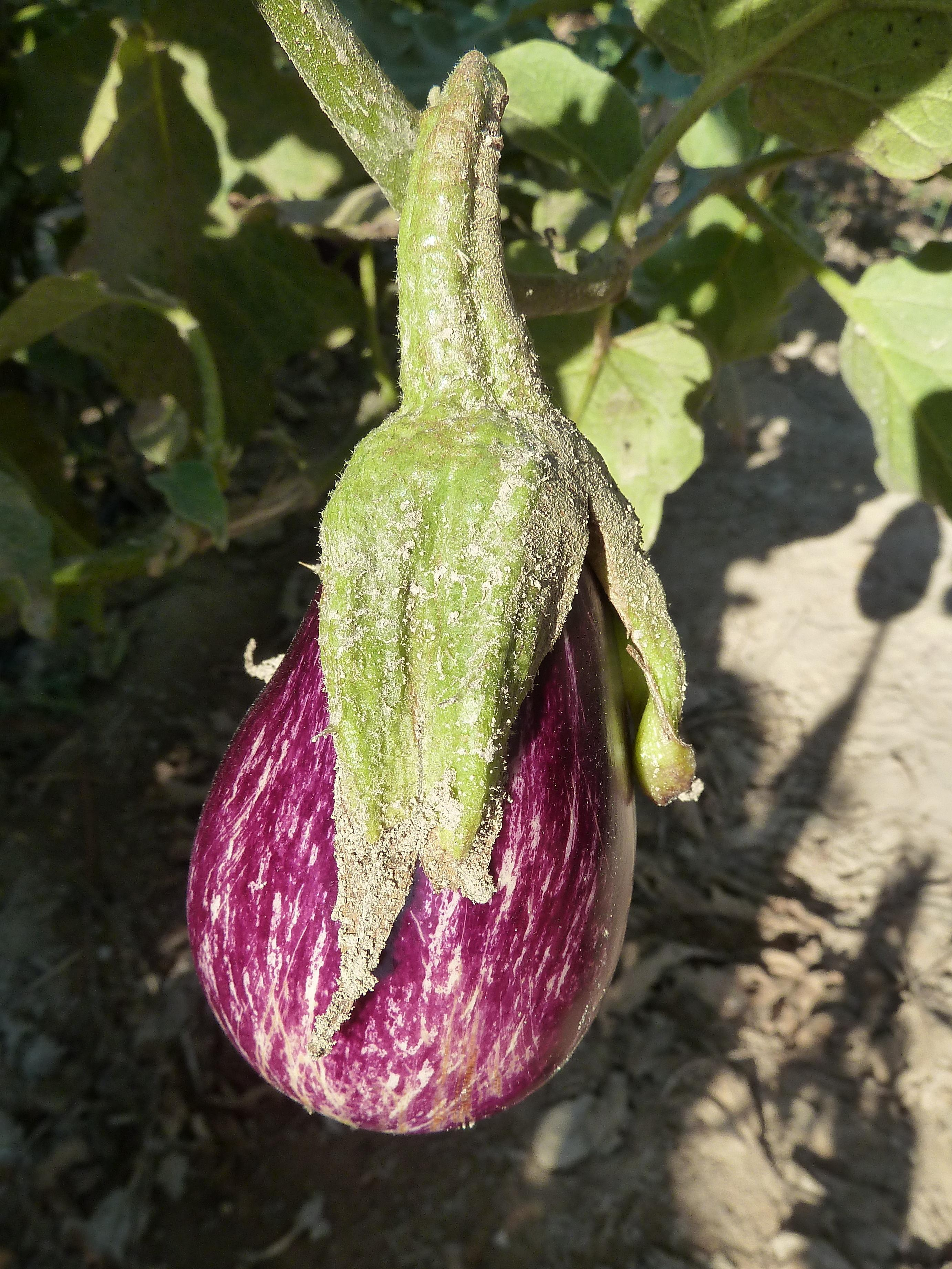
Fruto in situ (var. «Jaspeada de Gandía») - cáliz espinoso acrescente.

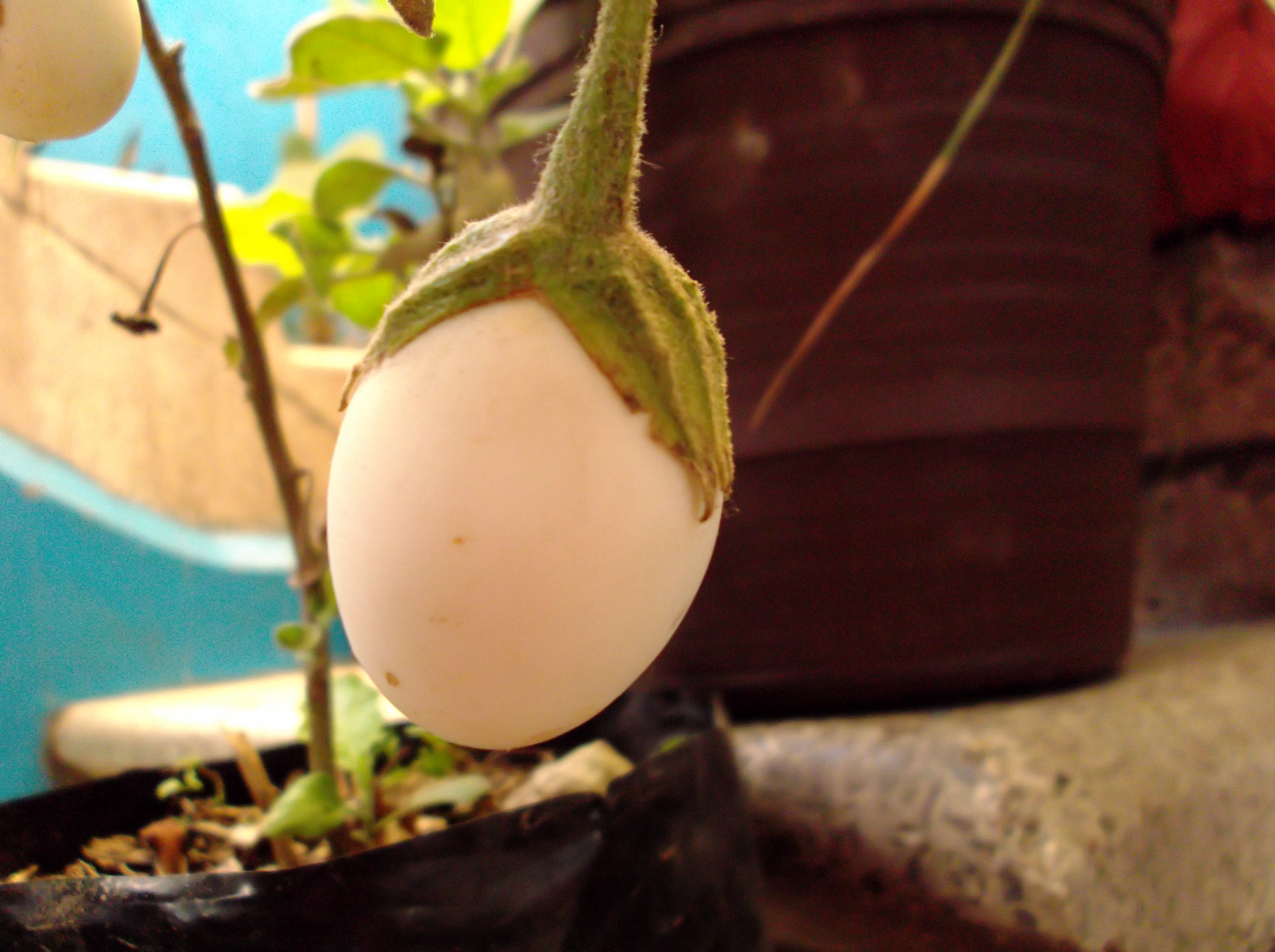
Variabilidad de la planta, o por qué se llama eggplant (planta-huevo) en inglés.

### Fruto
El fruto, comestible, es una baya de 5 hasta 30 cm de longitud de forma cilíndrica, oblonga o alargada en la mayoría de los casos, con una piel lisa, brillante y de colores diversos según la variedad. La más común es la de color morado o negro al madurar, pero existen blanca, púrpura, negra, amarilla y roja o de colores mezclados, sobre todo blanco, negro, morado y verde.
La pulpa es consistente, de textura esponjosa, de color blanco, tiene cierto sabor amargo y presenta pequeñas semillas de color amarillo.
Se encuentra todo el año al ser cultivado en época de bajas temperatura en invernadero.
En la piel del fruto se han identificado antocianinas (flavonoides), pigmentos que le confieren el color morado.

#### Variedades
Las variedades e híbridos suelen clasificarse por la forma del fruto. Aquí, algunas más conocidas.
- Fruto largo: Larga negra - Larga morada - Violeta de Barbentane - Croisette;

- Fruto redondo: Violeta de Nueva York - De Almagro (para encurtidos);

- Fruto ovoideo: Jaspeada de Gandía (también llamada Listada de Javea) - Mission Bell - Belleza negra - Blacknite - Bonica - Florida Market.

#### Conservación del fruto
Su conservación debe ser en un lugar refrigerado hasta su consumo y debe consumirse lo más pronto posible (resiste poco más de diez días), ya que el fruto pronto desarrolla manchas pardas y empieza a amargar. No obstante existen procedimientos de escabechado que permiten prolongar este periodo por un año, es muy popular en la cocina española y su producto final son las berenjenas de Almagro.

### Propiedades nutritivas
Su valor energético y nutritivo es pequeño comparado con otros frutos, verduras y hortalizas.
Contiene escasas vitaminas, hidratos de carbonos, proteínas y minerales, siendo el componente mayoritario en su peso el agua, en un 92% de su composición.
El mineral más abundante es el potasio y en pequeñas cantidades fósforo, calcio, magnesio y hierro.
Tiene vitaminas A, B1, B2, B3, C y folatos.
Es de medio contenido fibroso pero repartido más en piel y semillas. Su contenido calórico es casi inexistente.

#### Tabla de aporte nutricional
Las berenjenas contienen unas sustancias como las aminas (serotonina y tiramina) que a algunas personas sensibles les puede provocar reacciones alérgicas y dolores de cabeza.

## Cocina

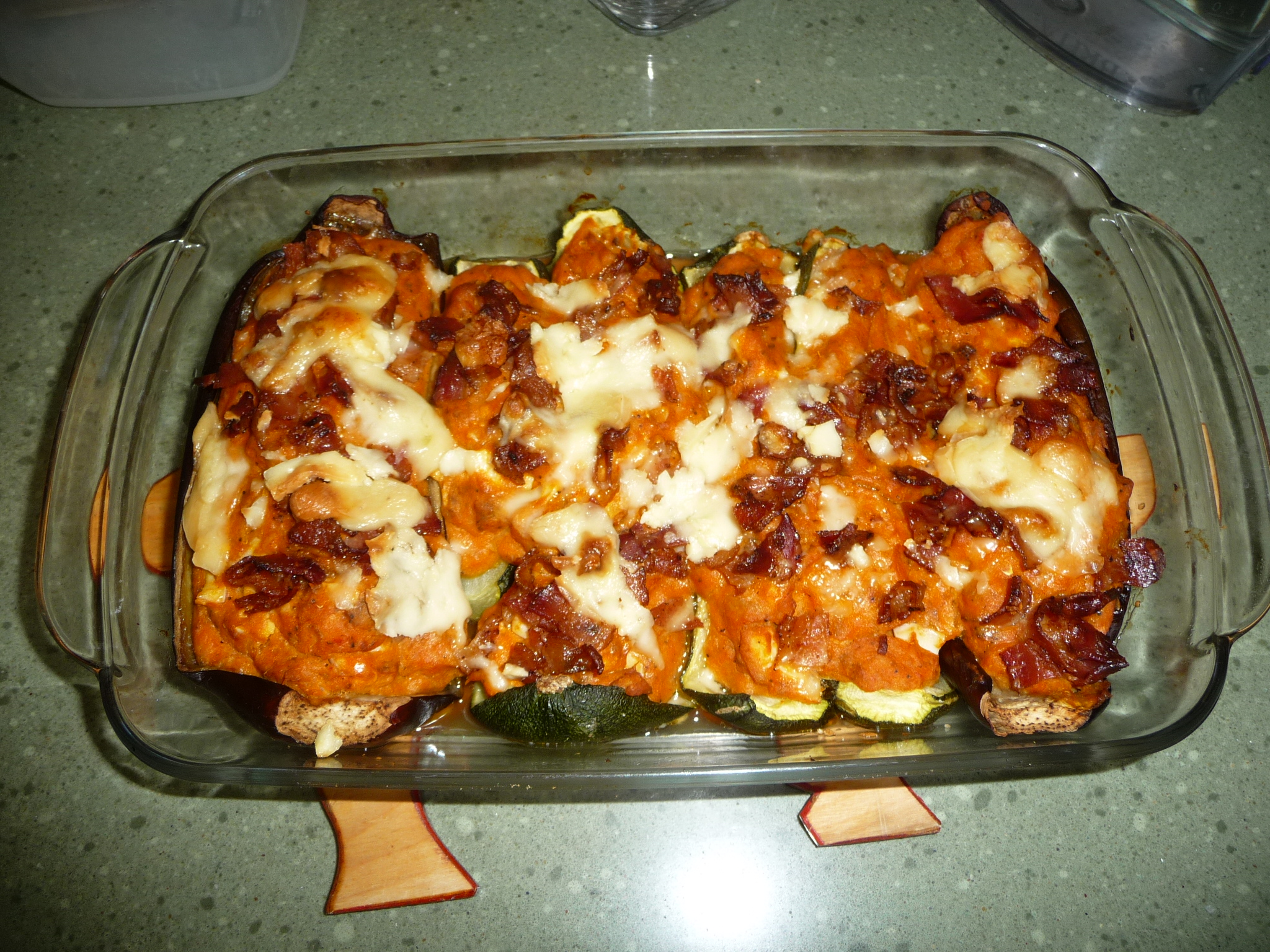
Berenjena rellena horneada

Debe comerse siempre cocinada, nunca cruda.
La berenjena es un producto culinario muy apreciado por diferentes culturas. Muchas naciones tienen un plato típico elaborado a partir de berenjena. En España, los andaluces y manchegos tienen la alboronía, los catalanes tienen la samfaina, la escalivada o el espencat donde la berenjena se acompaña del pimiento, los italianos tienen la caponata, la parmigiana (uno de los platos más famoso con la musaca griega), gli scapici (conserva en aceite típica del sur de Italia), los griegos tienen la musaca, los turcos tienen el İmam bayıldı y los árabes el baba ganush.
Asada o salteada tiene sabor agradable, pero no así hervida.
También se consume rellena. Si se va a preparar al vapor es recomendable hacer un dégorger  que consiste en cortarla en rodajas y provocar un fenómeno de ósmosis añadiendo sal. Así se intercambian líquidos de manera que los compuestos que le dan sabor amargo salen al exterior, pues el líquido huye de donde hay menos densidad hacia donde hay más, potenciándose además su sabor agradable que está determinado por sustancias no solubles.
Si se desea freirla, se recomienda sumergir los trozos de berenjena en agua con sal durante 24 horas. Dado que la textura de la pulpa es muy cavernosa —llena de aire y agua— si se fríe directamente actúa como una esponja absorbiendo gran cantidad de aceite, y con ello excesivas calorías. Pero después de introducida en esta solución salina, este efecto desaparece y la berenjena, saturada de agua, apenas absorbe aceite.

## Medicinal

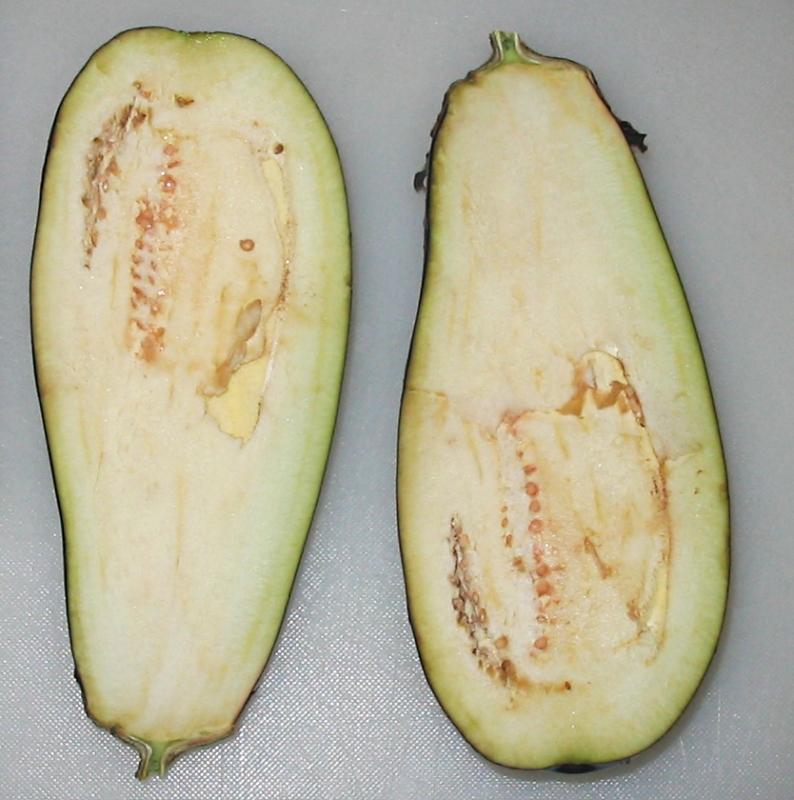
Una berenjena partida a la mitad. La pulpa tiende a oxidarse en pocos minutos en contacto con el aire cambiando de color, tornándose más morena.

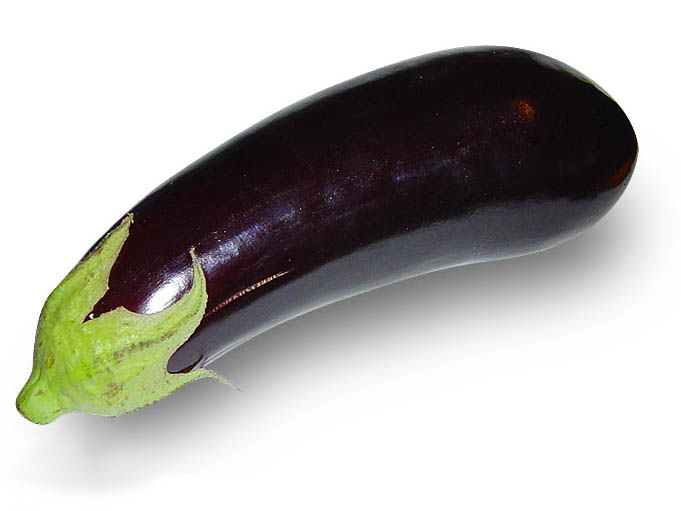
Fruto comestible

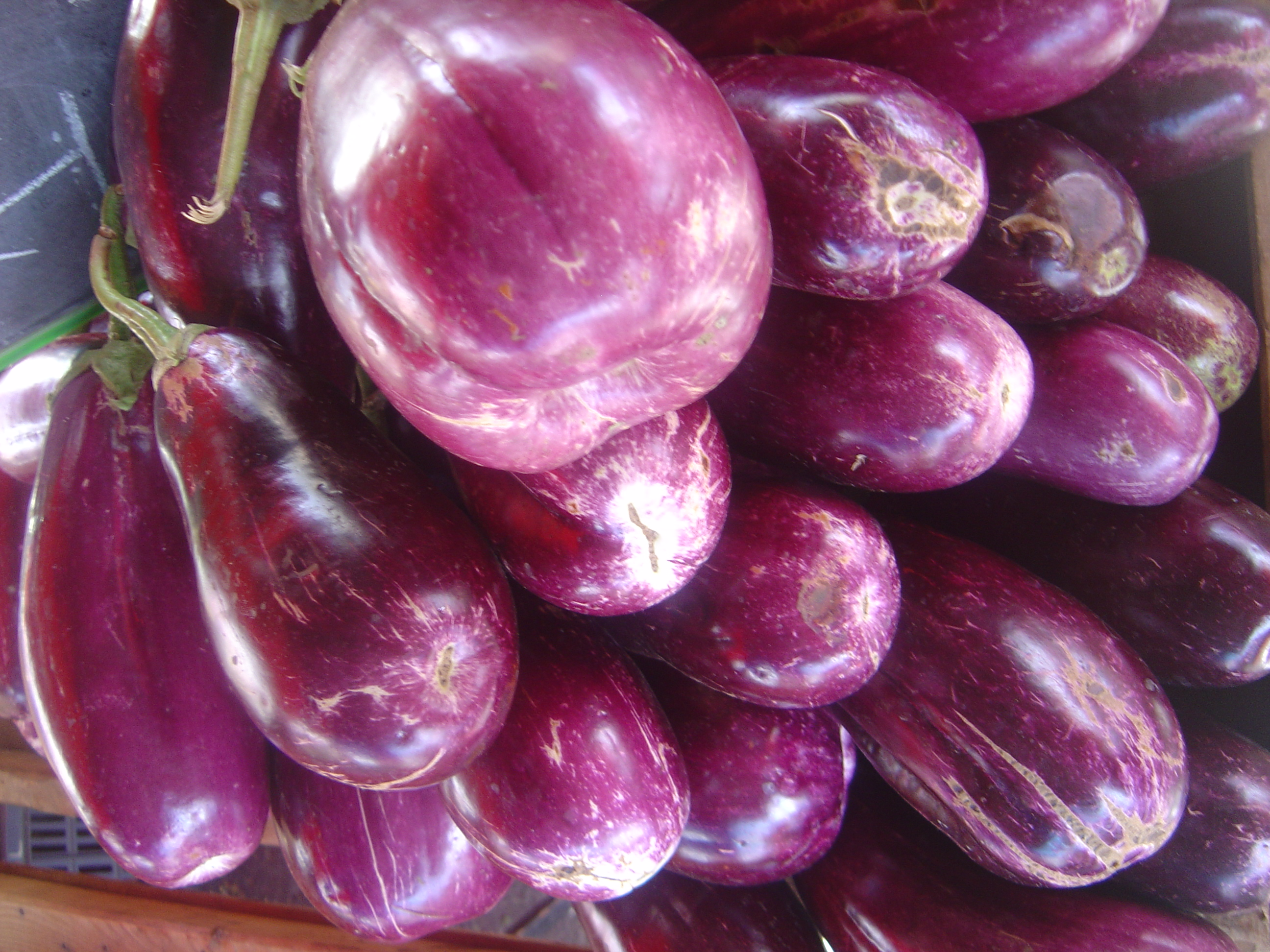
Fruto comestible

Ciertos flavonoides (pigmentos de la piel) de la berenjena tienen propiedades antioxidantes, por lo que se recomienda en la prevención de enfermedades cardiovasculares, degenerativas y del cáncer.
El fruto contiene asimismo estatinas que se emplean para el tratamiento de las dislipemias (problemas con las grasas) como la hipercolesterolemia, hipertrigliceridemia y otras. Ayuda a reducir el colesterol y a prevenir la arteriosclerosis. También reduce los niveles de glucemia, lo cual es beneficioso para los diabéticos.
La pasta del fruto machacado se utiliza como bálsamo aplicado a la piel quemada por el sol.
También calma los dolores reumáticos, tomando el agua de este fruto machacado en agua dejado en reposo un día completo, tomándola como agua de uso.

### Toxicidad de la berenjena
Está extendida la creencia de que la berenjena cruda es tóxica. La berenjena contiene, como todas las plantas, moléculas de defensa como por ejemplo los alcaloides. Uno de ellos es un alcaloide glucosilado, la solasonina, en cantidades demasiado bajas para tener efecto tóxico. Al igual que otros alcaloides similares presentes en especies del género Solanum, como la solanina de las patatas verdes (Solanum tuberosum) y la tomatina de los tomates (Solanum lycopersicum), la solasonina no se destruye con la cocción, pero sí con la fritura a alta temperatura, por lo que es recomendable comerla cocinada aunque su toxicidad sea baja.
Por su elevado contenido en histaminas, algunas personas pueden presentar cuadros de alergia oral a la berenjena, caracterizados por picor, hormigueo e hinchazón leve en los labios, boca y en la garganta inmediatamente después de comer.
En julio de 2008, investigadores del Central Food Technological Research Institute en Mysore, India informaron sobre una serie de alérgenos específicos de la berenjena. Señalaron que la mayoría de las reacciones se deben a alérgenos de proteínas únicas para las berenjenas, con efectos que incluyen urticaria, problemas estomacales y el síndrome potencialmente mortal llamado anafilaxia. Aunque menos común, estos investigadores sugieren que algunos compuestos no proteicos en las berenjenas pueden causar reacciones alérgicas. Estos incluyen los pigmentos que le proporcionan su color a los frutos y fitoesteroles, compuestos similares a los esteroides que están presentes de forma natural en muchas plantas.

## Cultivo
Es una planta muy exigente en luminosidad, requiere de 10 a 12 horas de luz. Soporta bien las temperaturas elevadas siempre que haya una humedad adecuada y es muy sensible al frío. Su temperatura mínima biológica es de 10 a 12 °C y la máxima de 40 a 45 °C, la humedad relativa óptima oscila entre el 50% y el 65%. La semilla para la siembra se extrae de los frutos maduros y requieren al menos 21 °C (70 °F) de temperatura del suelo para germinar.
El ciclo de la berenjena suele durar de nueve a diez meses; desde que se planta hasta que se inicia la recolección suele transcurrir 100 a 125 días, según variedades y época del cultivo.

## Berenjena transgénica
El 23 de agosto de 2007, la compañía semillera Mahyco desarrolló una berenjena transgénica. La nueva variedad contiene el gen cry1Ac, que le otorga resistencia a insectos dañinos cuyas larvas afectan al fruto y a los brotes. Esta variedad se empezará a probar en la India y serán evaluados sus efectos. El GEAC (Comité de Aprobación de Ingeniería Genética), máximo órgano regulatorio en temas de biotecnología de India, autorizó un ensayo de campo a gran escala. Se espera con ello un menor número de uso de insecticidas y, por ello, un efecto favorable sobre los insectos benéficos.

## Especies relacionadas e hibridación
Las especies más relacionadas con la berenjena son Solanum incanum, Solanum melongena L., Solanum indicum, Solanum sanitwongsei, Solanum surattense, Solanum gilo, Solanum integrifolium y Solanum torvum.
Solanum indicum, Solanum gilo y Solanum incanum son altamente resistentes a distintas plagas que afectan al cultivo de la berenjena, por esa razón se las intenta utilizar en programas de cruzamientos interespecíficos con la berenjena para incluir tales características en el cultivo.
No obstante, la compatibilidad entre tales especies es muy variable y la posibilidad de lograr híbridos interespecíficos fértiles está fuertemente determinada por la especie y población utilizada.

## Producción
| Principales productores de Berenjena - 2018 en toneladas | Principales productores de Berenjena - 2018 en toneladas |
| -------------------------------------------------------- | -------------------------------------------------------- |
| China                                                    | 34.102.735                                               |
| India                                                    | 12.826.000                                               |
| Egipto                                                   | 1.409.202                                                |
| Turquía                                                  | 836.284                                                  |
| Irán                                                     | 666.838                                                  |
| Indonesia                                                | 551.552                                                  |
| Japón                                                    | 300.400                                                  |
| Italia                                                   | 298.313                                                  |
| Filipinas                                                | 244.838                                                  |
| España                                                   | 238.325                                                  |
| Fuente: ONU: La División de Estadística                  |                                                          |

## Taxonomía
Solanum melongena fue descrita por Carlos Linneo y publicado en Species Plantarum 1: 186. 1753.
Etimología
En última instancia, su nombre común proviene de un vocablo de las lenguas drávidas de la india, de donde es nativa la especie, que pasó al persa como بادنجان ', y luego al árabe, باذنجان bēdinŷêna, y de ahí al español a principios del Siglo XV; dicho vocablo árabe es al origen de todos los nombres comunes de la planta en Europa.
Solanum: nombre genérico derivado de un vocablo del latín equivalente al griego στρνχνος (strychnos) para designar el Solanum nigrum (la "Hierba mora") —y probablemente otras especies del género, incluida la berenjena—, ya empleado por Plinio el Viejo en su Historia naturalis (21, 177 y 27, 132) y, antes, por Aulo Cornelio Celso en De Re Medica (II, 33). Podría ser relacionado con el Latín sol, -is, "el sol", debido a que la planta sería propia de sitios algo soleados.
melongena: de origen griego bizantino que adaptó el bādinyān persa, aludido antes, como μελιτζάνα, "melitzána" —todavía usado hoy día en griego moderno—, influido por μελανο, "melano", 'negro' -probablemente por el color del fruto- para nombrar la planta. Pasaría luego al  latín medieval como melongena, usado después por el Latín botánico, significando literalmente "Solanum berenjena"
Variedad aceptada
- Solanum melongena var. inerme (Dunal) Hiern

Sinonimia
- Solanum esculentum Dunal
- Solanum melongena var. depressum L.
- Solanum melongena var. esculentum (Dunal) Nees
- Solanum melongena var. serpentinum L.[20]